# Lord-lieutenant du Nottinghamshire
Ceci est une liste de personnes qui ont servi Lord Lieutenant du Nottinghamshire. Depuis 1694, tous les Lord Lieutenants ont été également Custos Rotulorum of Nottinghamshire.

## Lord Lieutenants du Nottinghamshire
- Edward Manners (3e comte de Rutland) 1574–1587?
- John Manners (4e comte de Rutland) 3 décembre 1587 – 24 février 1588
- George Talbot (6e comte de Shrewsbury) 31 décembre 1588 – 8 novembre 1590
- vacant
- William Cavendish (1er duc de Newcastle) 6 juillet 1626 – 1642
- Interregnum
- William Cavendish (1er duc de Newcastle) 30 juillet 1660 – 25 décembre 1676
- Henry Cavendish (2e duc de Newcastle) 28 mars 1677 – 28 mars 1689
- William Pierrepont (4e comte de Kingston-upon-Hull) 28 mars 1689 – 17 septembre 1690
- vacant
- William Cavendish (1er duc de Devonshire) 6 mai 1692 – 4 juin 1694
- John Holles (1er duc de Newcastle) 4 juin 1694 – 15 juillet 1711
- vacant
- Thomas Pelham-Holles 1er duc de Newcastle 28 octobre 1714 – 15 janvier 1763
- Evelyn Pierrepont (2e duc de Kingston-upon-Hull) 15 janvier 1763 – 12 septembre 1765
- Thomas Pelham-Holles, 1er duc de Newcastle-upon-Tyne 12 septembre 1765 – 17 novembre 1768
- Henry Pelham-Clinton (2e duc de Newcastle) 28 décembre 1768 – 22 février 1794
- Thomas Pelham-Clinton (3e duc de Newcastle) 2 mai 1794 – 17 mai 1795
- William Cavendish-Bentinck (3e duc de Portland) 19 juin 1795 – 30 octobre 1809
- Henry Pelham-Clinton (4e duc de Newcastle) 8 décembre 1809 – 10 mai 1839
- John Lumley-Savile (8e comte de Scarbrough) 10 mai 1839 – 29 octobre 1856
- Henry Pelham-Clinton (5e duc de Newcastle) 4 décembre 1857 – 18 octobre 1864
- Edward Strutt (1er baron Belper) 6 décembre 1864 – 30 juin 1880
- William Beauclerk (10e duc de Saint-Albans) 25 août 1880 – 10 mai 1898
- William Cavendish-Bentinck (6e duc de Portland) 2 juin 1898 – 10 octobre 1939
- William Cavendish-Bentinck (7e duc de Portland) 10 octobre 1939 – 17 mai 1962
- Sir Robert Laycock 17 mai 1962 – 10 mars 1968
- Robert St Vincent Sherbrooke 7 juin 1968 – 13 juin 1972
- Philip Francklin 6 octobre 1972 – 9 février 1983
- Sir Gordon Hobday 9 février 1983 – 11 février 1991[1]
- Sir Andrew Buchanan, Bt 11 février 1991 – juillet 2012[2]
- Sir John Peace, Juillet 2012 - present[3]